# Muggsy Bogues
Tyrone Curtis "Muggsy" Bogues (Baltimore, 9 januari 1965) is een voormalig Amerikaanse basketbalspeler en basketbalcoach. Hij is de kleinste speler ooit in de NBA, met een lengte van 1,60 m. Bogues speelde als point-guard voor vier teams tijdens zijn carrière van 14 seizoenen in de NBA. Hij is het best bekend voor zijn tijd bij de Charlotte Hornets, en speelde ook voor de Washington Bullets, de Golden State Warriors en de Toronto Raptors. 

## Carrière
Bogues groeide op in een achtergestelde wijk van Baltimore, hij werd als vijfjarige geraakt door hagel en hij zag een man doodgeslagen worden. Op zijn twaalfde werd zijn vader veroordeeld voor een gewapende overval en in diezelfde tijd begon zijn broer met harddrugs. Naast basketbal deed Bogues in zijn jeugd aan worstelen en baseball. Hij kreeg in zijn jeugd de bijnaam Muggsy naar een personage uit The Bowery Boys omdat hij niet zo groot was. Hij speelde voor basketbal voor Dunbar High School waar hij gecoacht werd door Bob Wade en samenspeelde met David Wingate, Reggie Williams en Reggie Lewis. Hij slaagde met de ploeg erin om twee seizoenen op een rij ongeslagen te zijn. Hij kreeg van verschillende universiteiten een beurs om voor hen te komen spelen maar koos voor de Wake Forest Demon Deacons van de Wake Forest University. In college zette hij zijn groei verder en was voornamelijk gekend voor zijn spelinzicht, passes, assists en steals ondanks dat kleiner was dan al zijn ploeggenoten. Zijn nummer werd door Wake Forest teruggetrokken en in 2001 werd hij opgenomen in hun Hall of Fame. Hij nam in 1986 deel aan het wereldkampioenschap waar hij goud won met de Amerikaanse ploeg.
In 1987 werd hij als tweede gekozen in de United States Basketball League draft door de Rhode Island Gulls. hij was een publiekslieveling maar zag zijn seizoen vroegtijdig geëindigd met en enkelblessure. In 1987 werd hij gekozen als twaalfde in de NBA draft door de Washington Bullets. Hij maakte zijn debuut op 6 november 1987 tegen de Atlanta Hawks, bij zijn debuut was bij 42 cm kleiner dan de gemiddelde lengte in de NBA. Hij speelde bij de Bullets samen met Manute Bol die 2 meter 31 was wat een verschil was van 71 cm. Nadat hoofdcoach Kevin Loughery werd vervangen door Wes Unseld kreeg Bogues minder speelkansen. In 1988 werd hij niet beschermd in de NBA expansion draft 1988 en werd gekozen door de nieuw opgerichte Charlotte Hornets.
In zijn eerste seizoen bij de Hornets moest hij tevreden zijn als wisselspeler maar vanaf zijn tweede seizoen zou hij uitgroeien tot een starter naast Alonzo Mourning en Larry Johnson. In de volgende jaren groeide hij uit tot een geduchte speler die bekend stond voor zijn assists en steals. In het seizoen 1995/96 onderging hij een operatie aan de knie en speelde dat seizoen maar zes wedstrijden. De knieblessure bleef aanslepen en de Hornets haalde een vervanger in David Wesley, eigenaar van de Hornets samen met de toenmalige coach Dave Cowens stelde voor om op basketbalpensioen te gaan. Op zeven november werd hij geruild naar de Golden State Warriors samen met Tony Delk in ruild voor B. J. Armstrong op dat moment was hij de assist/turnover ratio leider in de geschiedenis van de NBA. Hij speelde het seizoen uit bij de Warriors waarvan de meeste als starter.
In al een kort seizoen door de lock-out speelde hij in minder dan de helft van de wedstrijden door opnieuw een knieblessure. Voor de start van het seizoen 1999/00 tekende hij een contract bij de Toronto Raptors. In zijn eerste seizoen speelde hij 80 wedstrijden als wisselspeler. Het volgende seizoen had hij opnieuw las van zijn knie en kwam maar aan drie wedstrijden dewelke zijn laatste zouden zijn. Hij werd nog samen met Mark Jackson naar de New York Knicks geruild voor Chris Childs. Op 10 augustus 2001 werd hij opnieuw geruild ditmaal naar de Dallas Mavericks. Hij stopte uiteindelijk met basketballen om voor zijn zieke moeder te zorgen die leed aan kanker.
Na zijn spelerscarrière werkte hij gedurende en tijd als vastgoedmakelaar voordat hij coach werd van de Charlotte Sting uit de WNBA. Hij stopte toen het team werd opgedoekt in januari 2007, nadien werd hij assistent-coach en later hoofdcoach van UFC Academy. In maart 2014 werd hij door zijn ex-ploeg Charlotte Hornets benoemd tot ambassadeur van de ploeg. In 2018 raakte bekend dat hij had geïnvesteerd in Ash & Erie, een bedrijf dat kleding maakte voor korte mensen na het bekijken van een episode van Shark Tank, ook Shark Mark Cuban investeerde. In januari 2020 werd hij genomineerd in de North Carolina Sports Hall of Fame.

## Privéleven
Bogues ontmoette zijn vrouw, Kim, in 1984 tijdens een basketbalwedstrijd van Dunbar High School alumni. Ze kregen een dochter, Brittney, in 1987, trouwden in 1989 en kregen een zoon, Ty, in 1991. Bogues had ook een dochter genaamd Tyisha uit een eerdere relatie toen hij 17 jaar oud was. Bogues en zijn vrouw gingen uit elkaar in 1995 en scheidden in 1997 met Kim die de fysieke voogdij over hun kinderen behield. Het echtpaar hertrouwde in 2015.
Bogues vader overleed in augustus 1993 nadat hij vroegtijdig was vrijgelaten uit de gevangenis, hij geraakte net zoals Bogues broer Chuckie verslaafd aan drugs. In 1995 nam Muggsy zijn broer in huis toen hij zelf aan het revalideren was met een knieblessure om hem te helpen met afkicken, sindsdien hielp hij zijn broer om van de drugs af te blijven. Zijn zus Sheron werkte 32 jaar voor de stad Baltimore op de dienst Recreatie en Parken maar overleed op 55-jarige leeftijd aan de gevolgen van kanker, de burgemeester Stephanie Rawlings-Blake noemde 27 juni vanaf dan naar haar als Sherron Bogues Day.
De eigenaar van de Hornets was ook eigenaar van een honkbalteam genaamd Gastonia Rangers in de Minor League Baseball, als onderdeel van een publiciteitsstunt speelde Bogues en Dell Curry mee in een wedstrijd op 21 juni 1991. In 1998 keerde hij terug naar Wake Forest om zijn opleiding af te maken omdat hij destijds niet geslaagd was en dus geen diploma behaalde.
Hij is een van de basketbalspelers die meewerkten aan de film Space Jam waarin hij zijn spelerskwaliteiten zag gestolen worden. Hij had daarnaast nog verschillende cameo's en gastoptredens in televisieshows en in videogames.
In 1994 werd een eerste boek over zijn leven geschreven namelijk: In the Land of Giants: My Life in Basketball. In 2017 kwam een tweede boek uit over de High School ploeg waar hij speelde en die op dat moment een van de beste van het land was: The Boys of Dunbar: A Story of Love, Hope, and Basketball. In 2021 werd er een documentaire gemaakt over zijn spelerscarrière Muggsy: Always Believe. In 2022 werd er opnieuw een boek uitgebracht over zijn leven: Muggsy: My Life from a Kid in the Projects to the Godfather of Small Ball.

## Statistieken

### Regulier seizoen
| Seizoen  | Team                  | WG  | WS  | MPW  | 2P%  | 3P%  | FW%   | RPW | APW  | SPW | BPW | PPW  |
| -------- | --------------------- | --- | --- | ---- | ---- | ---- | ----- | --- | ---- | --- | --- | ---- |
| 1987/88  | Washington Bullets    | 79  | 14  | 20,6 | 39,0 | 18,8 | 78,4  | 1,7 | 5,1  | 1,6 | 0,0 | 5,0  |
| 1988/89  | Charlotte Hornets     | 79  | 21  | 22,2 | 42,6 | 7,7  | 75,0  | 2,1 | 7,8  | 1,4 | 0,1 | 5,4  |
| 1989/90  | Charlotte Hornets     | 81  | 65  | 33,9 | 49,1 | 19,2 | 79,1  | 2,6 | 10,7 | 2,0 | 0,0 | 9,4  |
| 1990/91  | Charlotte Hornets     | 81  | 46  | 28,4 | 46,0 | 0,0  | 79,6  | 2,7 | 8,3  | 1,7 | 0,0 | 7,0  |
| 1991/92  | Charlotte Hornets     | 82  | 69  | 34,0 | 47,2 | 7,4  | 78,3  | 2,9 | 9,1  | 2,1 | 0,1 | 8,9  |
| 1992/93  | Charlotte Hornets     | 82  | 80  | 35,0 | 45,3 | 23,1 | 83,3  | 3,7 | 8,8  | 2,0 | 0,1 | 10,0 |
| 1993/94  | Charlotte Hornets     | 77  | 77  | 35,7 | 47,1 | 16,7 | 80,6  | 4,1 | 10,7 | 1,7 | 0,0 | 10,8 |
| 1994/95  | Charlotte Hornets     | 78  | 78  | 33,7 | 47,7 | 20,0 | 88,9  | 3,3 | 8,7  | 1,3 | 0,0 | 11,1 |
| 1995/96  | Charlotte Hornets     | 6   | 0   | 12,8 | 37,5 | 0,0  | 100,0 | 1,2 | 3,2  | 0,3 | 0,0 | 2,3  |
| 1996/97  | Charlotte Hornets     | 65  | 65  | 28,9 | 40,0 | 41,7 | 84,4  | 2,2 | 7,2  | 1,3 | 0,0 | 8,0  |
| 1997/98  | Charlotte Hornets     | 2   | 0   | 8,0  | 43,7 | —    | 100,0 | 0,5 | 2,0  | 1,0 | 0,0 | 3,0  |
| 1997/98  | Golden State Warriors | 59  | 31  | 26,3 | 49,4 | 25,0 | 89,4  | 2,2 | 5,5  | 1,1 | 0,1 | 5,8  |
| 1998/99  | Golden State Warriors | 36  | 5   | 19,8 | 43,9 | 0,0  | 86,1  | 2,0 | 3,7  | 1,2 | 0,0 | 5,1  |
| 1999/00  | Toronto Raptors       | 80  | 5   | 21,6 | 44,8 | 33,3 | 90,8  | 1,7 | 3,7  | 0,8 | 0,1 | 5,1  |
| 2000/01  | Toronto Raptors       | 3   | 0   | 11,3 | 0,0  | 0,0  | —     | 1,0 | 1,7  | 0,7 | 0,0 | 0,0  |
| Carrière | Carrière              | 889 | 556 | 28,6 | 45,8 | 27,8 | 82,7  | 2,6 | 7,6  | 1,6 | 0,0 | 7,7  |

### Play-offs
| Seizoen  | Team               | WG | WS | MPW  | 2P%  | 3P%  | FW%   | RPW | APW | SPW | BPW | PPW  |
| -------- | ------------------ | -- | -- | ---- | ---- | ---- | ----- | --- | --- | --- | --- | ---- |
| 1987/88  | Washington Bullets | 1  | 0  | 2,0  | —    | —    | —     | 0,0 | 2,0 | 0,0 | 0,0 | 0,0  |
| 1992/93  | Charlotte Hornets  | 9  | 9  | 38,4 | 47,6 | 0,0  | 71,4  | 4,0 | 7,8 | 2,7 | 0,0 | 9,8  |
| 1994/95  | Charlotte Hornets  | 4  | 4  | 36,3 | 31,1 | 33,3 | 100,0 | 1,5 | 6,3 | 1,0 | 0,0 | 8,5  |
| 1996/97  | Charlotte Hornets  | 2  | 2  | 29,0 | 57,9 | 85,7 | 100,0 | 1,5 | 2,5 | 0,5 | 0,0 | 16,0 |
| 1999/00  | Toronto Raptors    | 3  | 2  | 29,0 | 28,6 | 33,3 | 33,3  | 2,0 | 1,7 | 1,3 | 0,0 | 5,3  |
| Carrière | Carrière           | 19 | 17 | 33,6 | 41,9 | 47,6 | 76,9  | 2,7 | 5,6 | 1,7 | 0,0 | 8,9  |